# Acanthocephalus dirus
Acanthocephalus dirus är en hakmaskart som först beskrevs av Van Cleve 1931.  Acanthocephalus dirus ingår i släktet Acanthocephalus och familjen Echinorhynchidae. Inga underarter finns listade i Catalogue of Life.